# Филиппинская свинья
Филиппинская свинья (Sus philippensis) — вид диких свиней, один из четырёх, относящихся к роду Sus. Эндемик Филиппин. Свиней вида Sus oliveri ранее считали подвидом этого вида.

## Подвиды
- S. p. philippensis (с острова Лусон и окрестных островов)
- S. p. mindanensis (с Минданао)

## Распространение и привычки
Ранее свиньи были распространены во всех экологических нишах западных островов Филиппинского архипелага, где они жили, вплоть до высоты 2800 метров. Однако из-за активной охоты и сокращения площади лесов теперь филиппинские свиньи встречаются только в отдалённых лесах. Вид относится к уязвимым.
Сообщалось о наличии диких свиней в провинции Бохоль и на острове Сибуян, но неизвестно, относятся ли они к виду Sus philippensis или Sus cebifrons.
Вид состоит в близких генетических отношениях с Бородатой свиньёй.

## Гибридизация
Из-за вырубки лесов и охоты представители вида вступили в близкий контакт с домашними свиньями (Sus scrofa domestica). Сообщалось о случаях гибридизации между ними.

## Внешние ссылки
- Classification
- Sus philippensis of Philippine Mamillian Fauna
- Pigs, Peccaries, and Hippos Specialist Group